# Słowa (tom poezji)
Słowa (fr. Paroles) – tom poezji autorstwa Jacques’a Préverta z 1946.
Poezja Jacques’a Préverta pisana prostym językiem zawiera obrazy mocno emocjonalne, wysnute z wyobraźni i ironiczne  o głębokich znaczeniach i nawiązaniach. Często bezpośrednie, ostre i zaangażowana społecznie, odbijające jak w lustrze ludzkie niepokoje  i konflikty. Autor w mistrzowski sposób manipuluje językiem. Słowa umieszcza w kontekstach, które prowokują do myślenia, odkrywania i kwestionowania. Tworzy, maluje piórem magiczne obrazy i sceny wyjęte z codzienności nasycone kolorami, dźwiękami i detalami. 

„Słowa” Jacquesa Préverta to poetycki zbiór, który sprawia, że czytelnik doświadcza języka w zupełnie nowy, fascynujący sposób. Prévert, znany ze swojego unikalnego, nieco surrealistycznego stylu pisania, w tej kolekcji przenosi nas w podróż przez różnorodne krajobrazy emocjonalne, społeczne i polityczne

Książka znalazła się na 16. miejscu w zestawieniu 100 książek XX wieku według Le Monde.